# Arco lungo

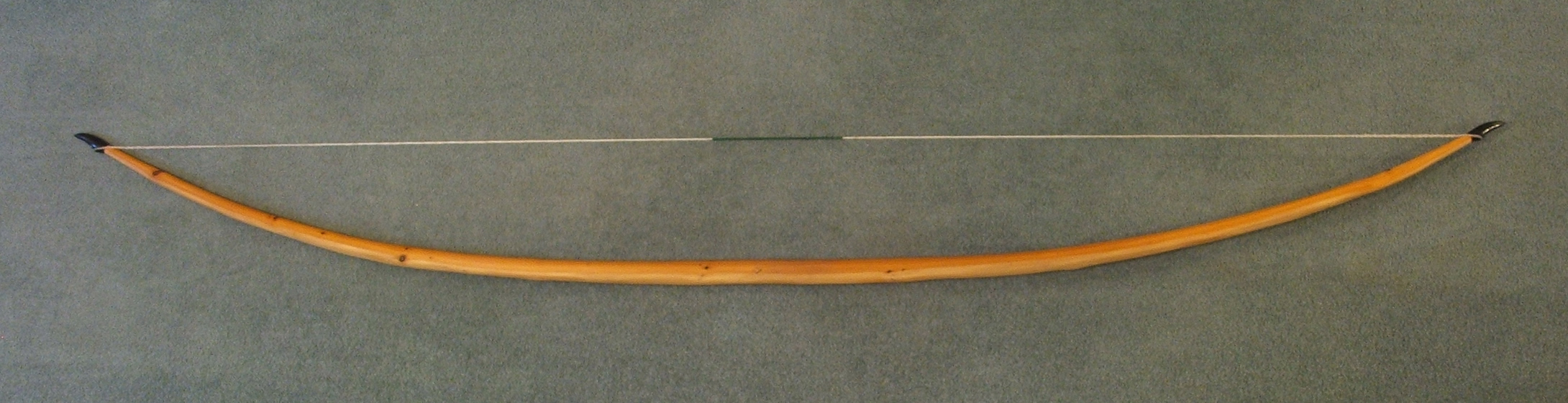
Un arco lungo semplice

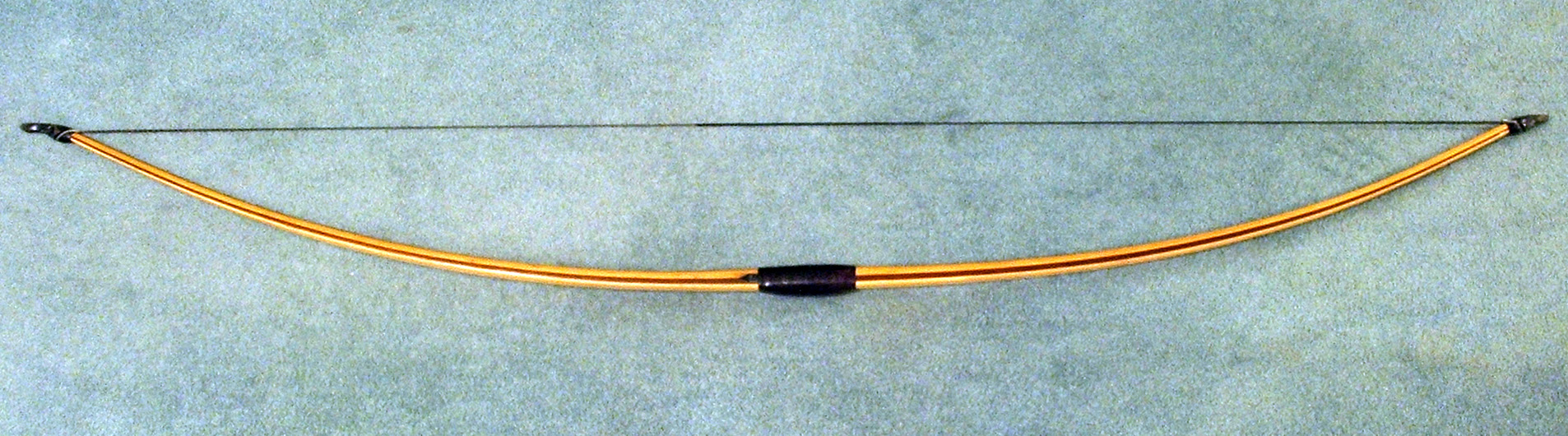
Un arco lungo laminato

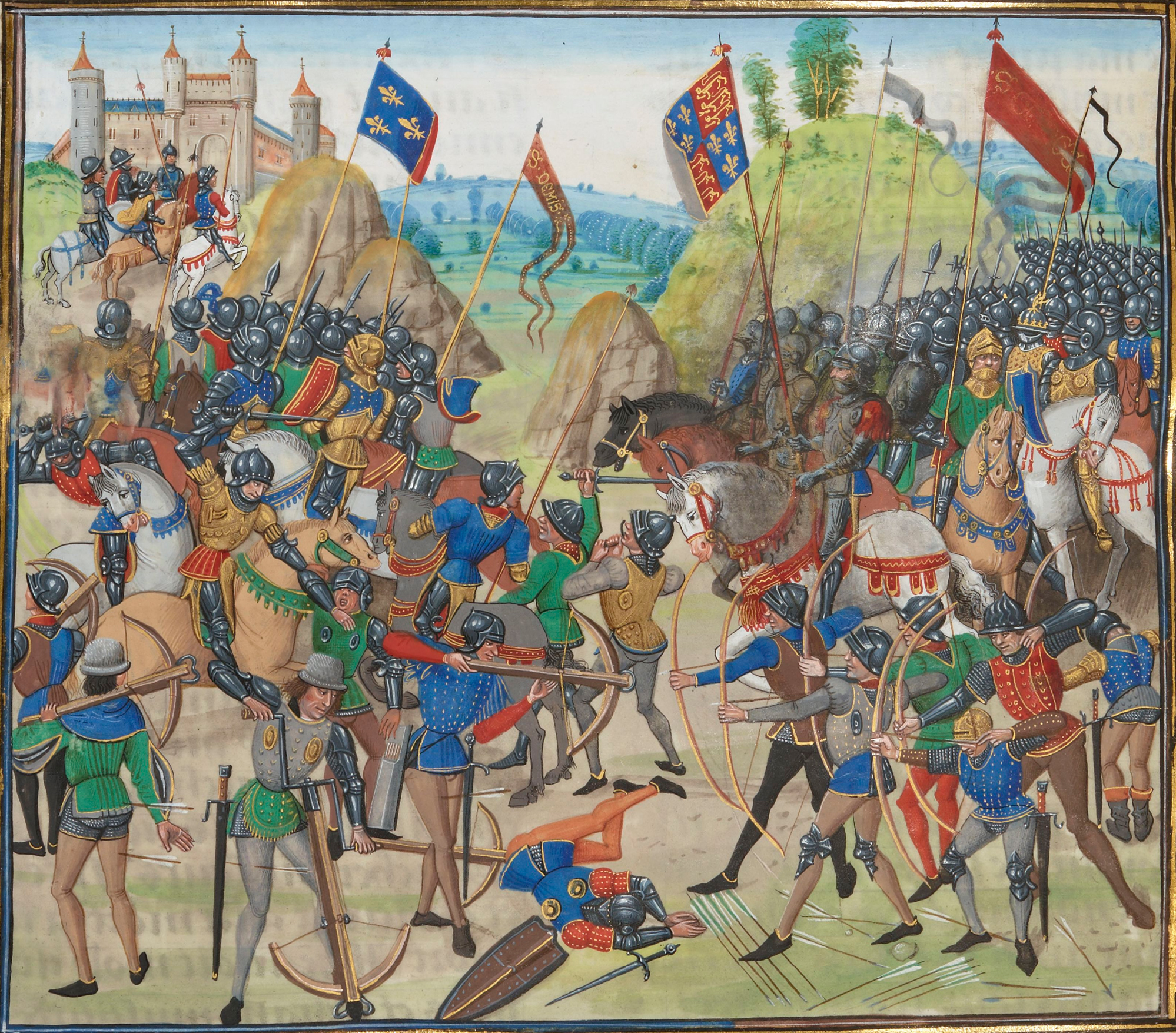
In primo piano soldati armati di archi lunghi durante la Battaglia di Crécy

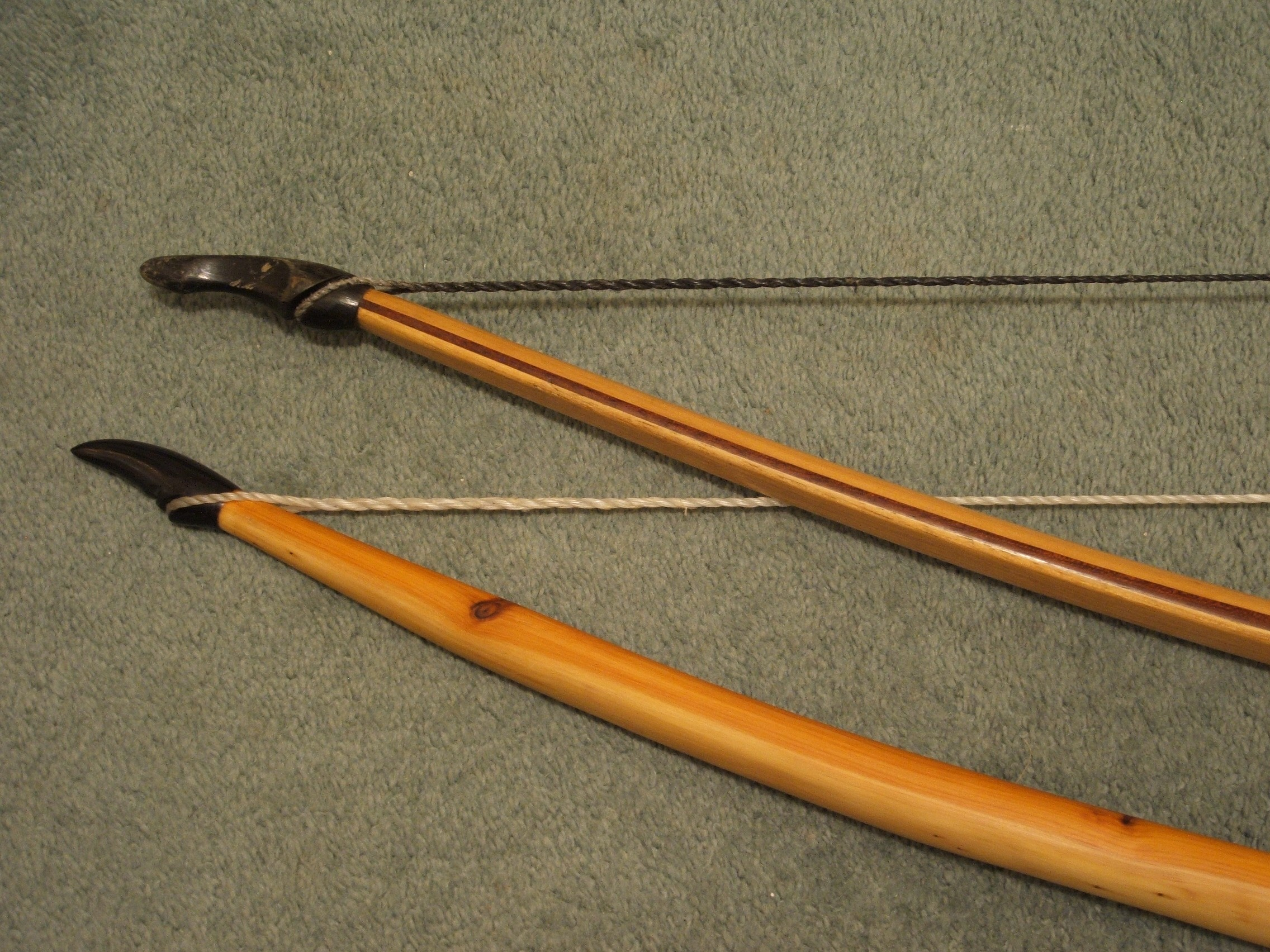
I puntali o "Tips" dell'arco lungo.

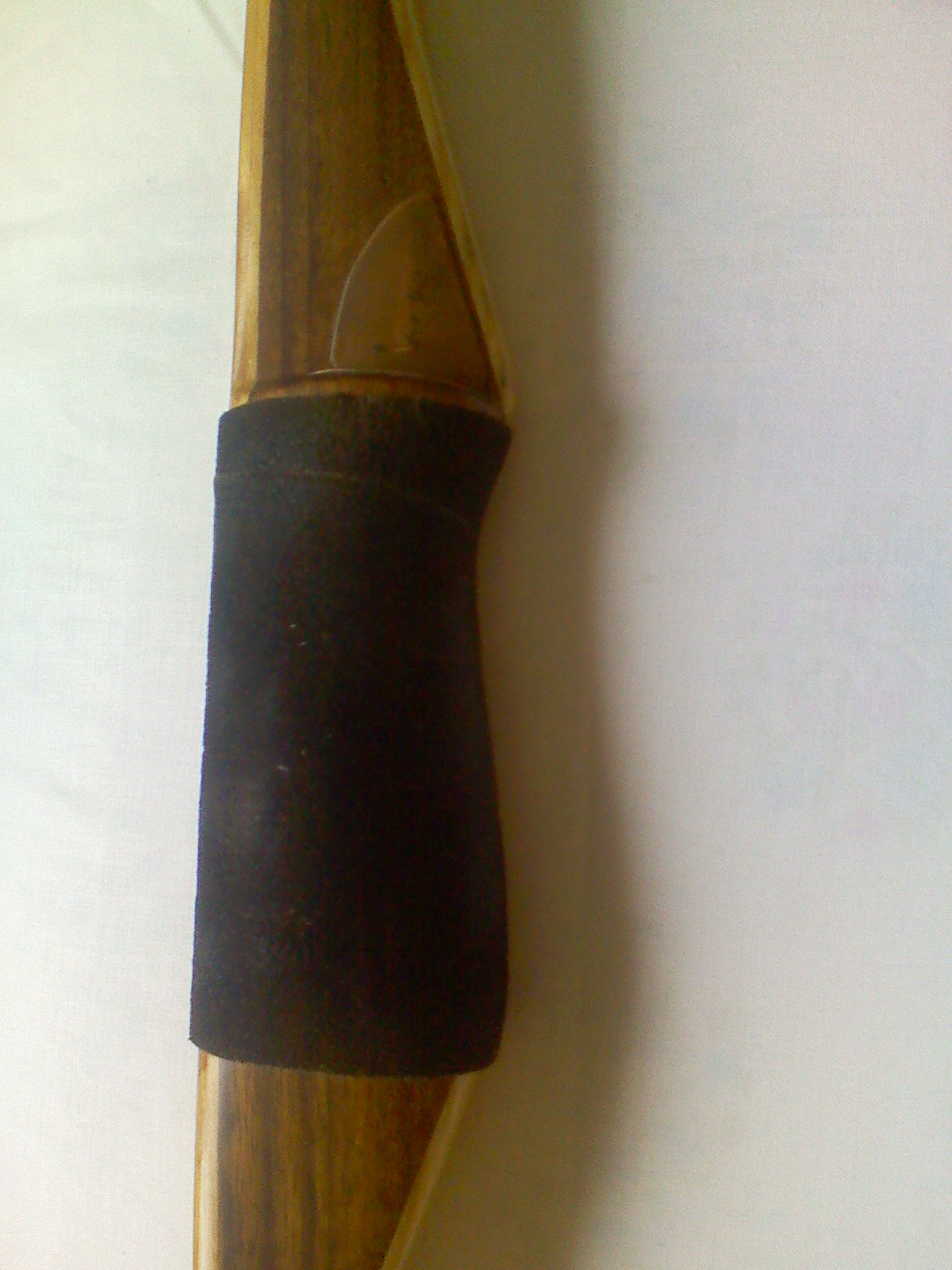
L'impugnatura dell'arco lungo

L'arco lungo (in inglese longbow) è un tipo di arco a curvatura unica.

## Storia
Le origini dell'uso degli archi lunghi risalgono alle invasioni barbariche del V secolo. La loro successiva diffusione nel territorio inglese risale al XIII secolo, sotto il regno di Edoardo I, Plantageneto. In quel periodo la marginalità dell'Inghilterra, la cui economia era ancora prevalentemente rurale, non aveva ancora consentito la formazione di maestranze specializzate nella costruzione di balestre, peraltro armi di costo abbastanza elevato.
L'uso e la diffusione dell'arco lungo furono favoriti sia dalla relativa facilità con cui poteva essere costruito che dalla sua accessibilità, che si estese anche alle classi popolari, le quali fornivano i tiratori a condizione che venissero assiduamente addestrati per essere in grado di tendere archi il cui carico di trazione medio era di cento libbre.
Nella seconda metà del Trecento, gruppi di mercenari inglesi operanti in Italia, come la Compagnia Bianca, introdussero nella penisola l'arco lungo. Tuttavia, nonostante vi fossero a Firenze e a Milano maestri in grado di realizzare archi e frecce "al modo inglese" e nel 1373 il podestà di Reggio Emlia (allora controllata dai Visconti) chiese ad Ambrogio Visconti di concedere agli abitanti della città e delle campagne il permesso di equipaggiarsi di arco e frecce ad madum anglicum per difendersi dalle scorrerie dei nemici, l'uso di tale arma non si diffuse e, dopo il 1430, praticamente scomparve.

### L'uso bellico
L'arco lungo divenne un'arma tipica degli eserciti inglesi, risultando determinante in alcune guerre vittoriose contro gli scozzesi, e, nella prima fase della Guerra dei cent'anni, contro gli eserciti francesi. Gli scozzesi, rimasti condizionati da tattiche "tradizionali" basate su eserciti prevalentemente costituiti da fanti e pochi cavalieri, si scontravano contro un nemico dotato di numerosi arcieri, il quale, dopo aver causato la dispersione delle truppe avversarie, le caricava con la cavalleria. A sud, gli eserciti francesi nutrivano invece sfiducia nei confronti delle strategie militari, permettendo così agli inglesi di sfruttare la loro disorganizzazione e puntare su una tattica basata sull'arco. Celebre fu la Battaglia di Azincourt contro l'esercito francese: grazie al contributo essenziale degli arcieri, questa venne vinta dall'Inghilterra.

## Costruzione
L'arco lungo era inizialmente costituito da un listello di legno, lungo all'incirca quanto l'apertura delle braccia dell'arciere che doveva utilizzarlo. Talvolta aveva dimensioni anche maggiori. La misura standard era di circa 72 pollici, corrispondenti a circa 183 cm.
Attualmente gli artigiani producono una gran varietà di modelli, adoperando ormai ogni tipo di legno, e utilizzando sempre più spesso la tecnica del multistrato: l'arco viene poi ricoperto da uno spesso strato di fibra di vetro, che gli conferisce potenza e prestazioni omogenee nel tempo. Questo rende l'arma un arco laminato. Quasi tutti i costruttori, poi, sono disponibili a produrre archi personalizzati, sia dal punto di vista prettamente tecnico, che da quello estetico.
La corda dell'arco lungo moderno viene per lo più costruita utilizzando numerosi fili di nylon arrotolati assieme, oppure con una treccia di dacron.
L'arco lungo medievale possedeva una sezione a "D" dove il lato dritto, detto "dorso", era il lato rivolto verso il bersaglio. Spesso le parti terminali dei flettenti, i puntali o "tips", erano rinforzate in corno. La corda era solitamente costituita da una treccia composta da due o tre fili di lino, canapa o budello impregnati di colla. Alcuni arcieri medievali amavano rinforzare le proprie corde (ne avevano sempre una di scorta durante le battaglie) con capelli femminili, poiché ciò le rendeva più resistenti.
La freccia viene appoggiata su una rientranza ricavata sul fianco sopra l'impugnatura dell'arco, detta "finestra" nel caso degli archi moderni, o direttamente sulla mano dell'arciere, nel caso degli archi medioevali.

### Legno di tasso

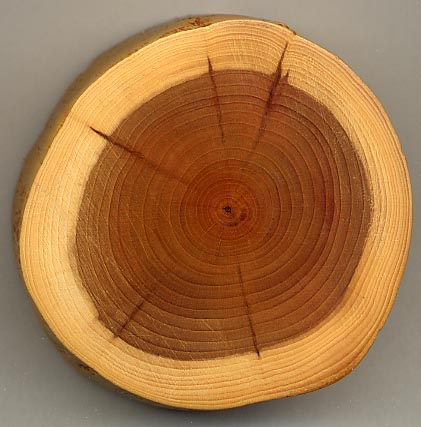
Sezione di un ramo di tasso con ben evidenziati il più chiaro alburno esterno e il più scuro durame all'interno.

Il legno di tasso era considerato il miglior materiale da utilizzare per la costruzione dell'arco lungo. Il legno del tasso, infatti, si differenzia molto bene al suo interno in alburno e durame. 
- Il durame è la parte interna più scura di un ramo o di un tronco dell'albero e ha la caratteristica di resistere bene alla compressione; per questo motivo viene utilizzato per comporre la parte più interna del listello dell'arco, quella rivolta verso l'arciere quando egli tira, cioè la parte sottoposta alla compressione.
- L'alburno è la parte più chiara ed esterna nella sezione di un tronco; è molto elastico e per questo motivo viene impiegato nella parte più esterna dell'arco, quella rivolta verso il bersaglio, che va in trazione quando la corda è posta in tensione.

Nell'arco il durame contrasta la tensione della corda e l'alburno fa tornare dritto il listello dopo l'uso.

### Termine dell'uso
Nel Medioevo l'arco lungo era costituito da un listello di tasso, completamente dritto, alle estremità del quale venivano aggiunti i terminali, cui veniva poi agganciata una corda.
Quando l'arco iniziava ad acquisire una leggera incurvatura permanente si diceva che "aveva seguito la corda". In questi casi alcuni arcieri tenevano ancora l'arco, altri lo rimpiazzavano con uno nuovo.
I primi non prendevano quella decisione tanto per il costo di un arco nuovo o per il tempo che si impiegava nel costruirne un altro, quanto per il fatto che quell'incurvatura donava all'arciere qualche possibilità in più di essere arruolato da nobili che cercavano uomini d'arme con esperienza per le loro battaglie, poiché l'arma incurvata indicava chiaramente che era stata molto utilizzata e di conseguenza il soldato che la possedeva non risultava inesperto nell'uso della stessa.
I secondi, invece, preferivano utilizzare sempre un arco dritto, più efficiente nella gittata, e per questo motivo sganciavano sempre la corda dall'arco quando non dovevano usarlo, in modo che non acquisisse l'incurvatura.
Si racconta che durante la Guerra dei cent'anni i francesi, quando catturavano un arciere inglese, tagliassero a quest'ultimo indice e medio della mano destra, per renderlo inabile all'uso dell'arco.